# 优素福·阿卜迪
优素福·阿卜迪（1977年12月7日—），澳大利亚男子田径运动员。他曾代表澳大利亚参加2002年、2006年和2010年英联邦运动会田径比赛，其中2002年英联邦运动会获得一枚铜牌。